# Microrregión del Valle del Ipojuca
La microrregión del Valle del Ipojuca es una subdivisión del estado brasilero de Pernambuco. Se localiza en la Mesorregión del Agreste Pernambucano, a lo largo de la cuenca hidrográfica del río Ipojuca.

## Características
Posee un área de 720.099 km² y una población de 720.099 habitantes. Cubre 16 municipios, es la microrregión del Agreste con mayor urbanización. Posee ciudades de importancia interregional, como Caruaru. Tiene varios pólos industriales, sobre todo en el sector alimenticio. El comercio en la microrregión es el más intenso del interior. También es practicada la agricultura de diversos cultivo y la producción de ganado. Posee clima semiárido en toda la región, habiendo también clima tropical húmedo en los pocos cerros existentes.

## Municipios
- Alagoinha
- Belo Jardim
- Bezerros
- Brejo da Madre de Deus
- Cachoeirinha (Pernambuco)
- Capoeiras
- Caruaru
- Gravatá (Pernambuco)
- Jataúba
- Pesqueira
- Poção
- Riacho das Almas
- Sanharó
- São Bento do Una
- São Caetano (Pernambuco)
- Tacaimbó